# Ed Hatoum
Ed Hatoum (* 7. Dezember 1947 in Beirut) ist ein ehemaliger kanadisch-libanesischer Eishockeyspieler und -trainer, der in seiner aktiven Zeit von 1968 bis 1974 für die Detroit Red Wings und Vancouver Canucks in der National Hockey League sowie die Chicago Cougars und Vancouver Blazers in der World Hockey Association gespielt hat. 

## Karriere
Der gebürtige Libanese Ed Hatoum wanderte 1957 mit seiner Familie nach Kanada aus, wo er seine Karriere als Eishockeyspieler begann. Zunächst spielte er von 1964 bis 1968 in der kanadischen Top-Juniorenliga Ontario Hockey Association für die Hamilton Red Wings. Anschließend wurde der Flügelspieler von den Detroit Red Wings verpflichtet, für die er in der Saison 1968/69 als erster Spieler seines Landes in der National Hockey League auf dem Eis stand. Zudem spielte er in dieser Spielzeit für die Baltimore Clippers aus der American Hockey League. In Detroit konnte sich Hatoum nicht durchsetzen, so dass er in seiner zweiten Saison dort nur auf fünf Einsätze kam und den Großteil des Jahres für die Fort Worth Wings aus der Central Hockey League aktiv war. 
Am 10. Juni 1970 wurde Hatoum im NHL Expansion Draft von den Vancouver Canucks ausgewählt, für die er in der folgenden Spielzeit in 26 Spielen vier Scorerpunkte, darunter ein Tor, erzielte, bevor er im Laufe der Saison an die Seattle Totems aus der Western Hockey League ausgeliehen wurde. Die Saison 1971/72 verbrachte Hatoum ausschließlich in der AHL, wo er für die Rochester Americans auf dem Eis stand. Es folgten je ein Jahr bei den Chicago Cougars und den Vancouver Blazers in der World Hockey Association, ehe er seine Karriere von 1974 bis 1977 bei den Nelson Maple Leafs in der Western International Hockey League ausklingen ließ, die er in der Saison 1974/75 zudem als Spielertrainer betreute.